# Mauser C96
La Mauser C96 è una pistola semiautomatica prodotta dalla ditta Mauser tra il 1896 ed 1937. Visivamente, si distingue immediatamente per il grilletto sistemato in un ponticello praticamente rotondo, e il serbatoio anteriore invece che essere presente nel calcio che è corto e piccolo rispetto alla dimensione della pistola, detto "Broomhandle" ("manico di scopa").
Oggetto di interesse tra i collezionisti delle armi d'epoca quest'arma, che pure risale al tardo Ottocento, è stata impiegata, spesso come simbolo di prestigio personale, sia in ambienti militari che civili. Addirittura, in Cina, dove essa ebbe un immenso successo nei primi decenni del XX secolo, venne realizzata anche come pistola totalmente automatica, ovvero pistola mitragliatrice.

## Storia

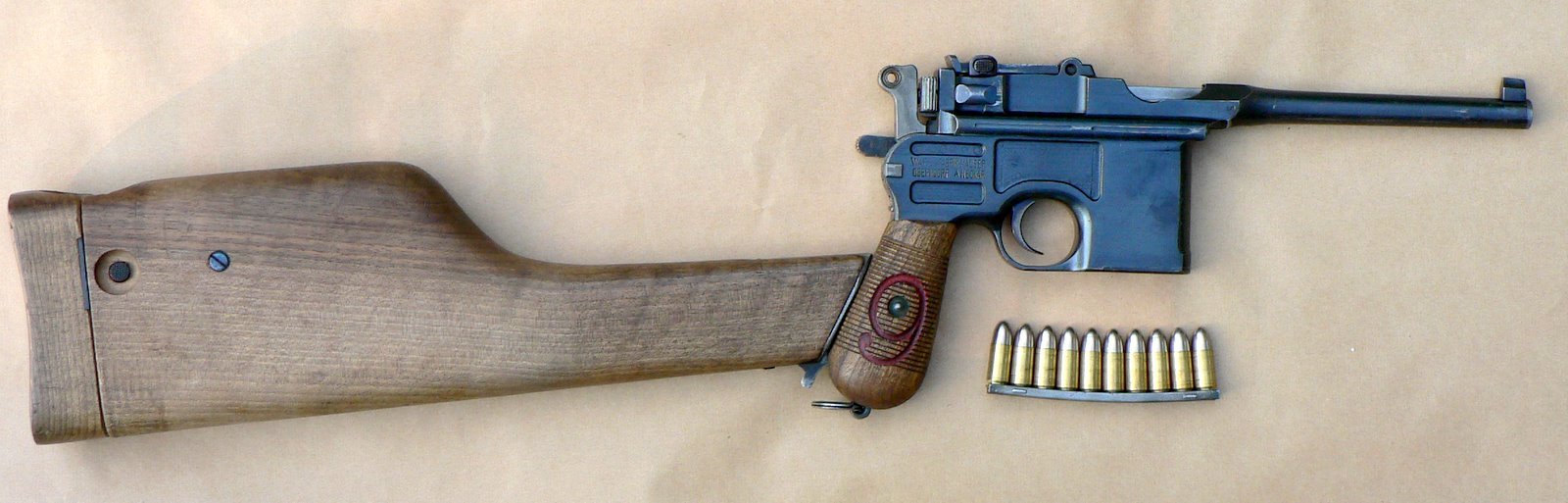
Mauser C96 con calcio rimovibile, che fungeva anche da fondina

Le prime armi di questo tipo vennero realizzate dai tre fratelli Feederle, che nel 1896 completarono la progettazione e la Mauser di Obendorf le mise in produzione, dopo che le prime armi vennero poste in produzione. La versione militare arrivò solo nel 1912.

## Tecnica
Il modello scelto dai militari tedeschi era camerato in calibro 9 mm Parabellum, ma altri modelli cameravano una cartuccia da 7,63 mm col bossolo a bottiglia e per evitare confusioni sulle pistole d'ordinanza era inciso un grosso "9" dipinto in rosso sulle guancette in legno. Il castello è ricavato dall'acciaio pieno per fresatura, con la parte anteriore completamente scavata per formare il serbatoio caricatore, chiuso inferiormente da una piastrina cui si fissa la molla dell'elevatore, mentre nella parte posteriore è fresata la sede del blocco di scatto. Nella parte inferiore un telaio costituisce l'impugnatura cui si avvitano le guancette di legno e termina con una fresatura per l'aggancio del calcio/fondina. Impugnatura e caricatore sono uniti dal ponticello semicircolare del grilletto.
L'insieme canna/culatta è anch'esso ricavato da un unico blocco di acciaio forgiato. La canna misura da 140 mm a 99 mm, a seconda del modello, e 4 o 6 righe destrorse a passo costante, mentre sulla volata è ricavato per fresatura il mirino. La culatta presenta sulla parte superiore la finestra di espulsione dalla quale si caricano anche le piastrine e, davanti a questa, è montato l'alzo a quadrante, tarato da 50 a 500 o 1.000 m a seconda dei tre modelli successivi; internamente essa è fresata per accogliere l'otturatore a sezione quadrata. Posteriormente batte contro il cane, esterno, con testa a cresta sui prototipi e ad anello sugli esemplari di serie. A sinistra del cane è presente la leva di sicura.
Il funzionamento è abbastanza complesso: al momento dello sparo la canna/culatta e l'otturatore vengono mantenuti solidali da un apposito chiavistello a due denti; dopo che il complesso è arretrato di 5 mm, il chiavistello impegna un piano inclinato che lo abbassa: in questo modo sgancia l'otturatore che è libero di rinculare fino a fine corsa, mentre il blocco canna/culatta viene bloccato dal chiavistello stesso che va ad urtare contro il gruppo di scatto. L'otturatore, rinculando, espelle il bossolo spento e riarma il cane, poi viene riportato in avanti dalla molla di recupero, sfilando una cartuccia carica e camerandola. Quando anche la canna/culatta viene riportata in batteria dalla molla del cane, il chiavistello impegna in senso inverso il piano inclinato, che lo spinge verso l'alto in modo che i due denti impegnino appositi recessi sulla faccia inferiore dell'otturatore e ripristinando così la chiusura. Tale meccanismo, detto a corto rinculo tipo Mauser era ovviamente molto complesso e richiedeva accurata lavorazione.
Il caricatore a serbatoio fisso ha una capacità di 10 colpi, che vengono caricati tramite piastrine tipo stripper clip per il caricamento rapido. Sul modello 712 Schnellfeuer il serbatoio fisso è sostituito da caricatori amovibili da 12 o 20 colpi.
A partire dal Mod. 1898, per l'arma è prevista una fondina in legno e cuoio che, innestata all'impugnatura della pistola, funge da calcio, trasformando di fatto l'arma in una carabina leggera.

## Carriera

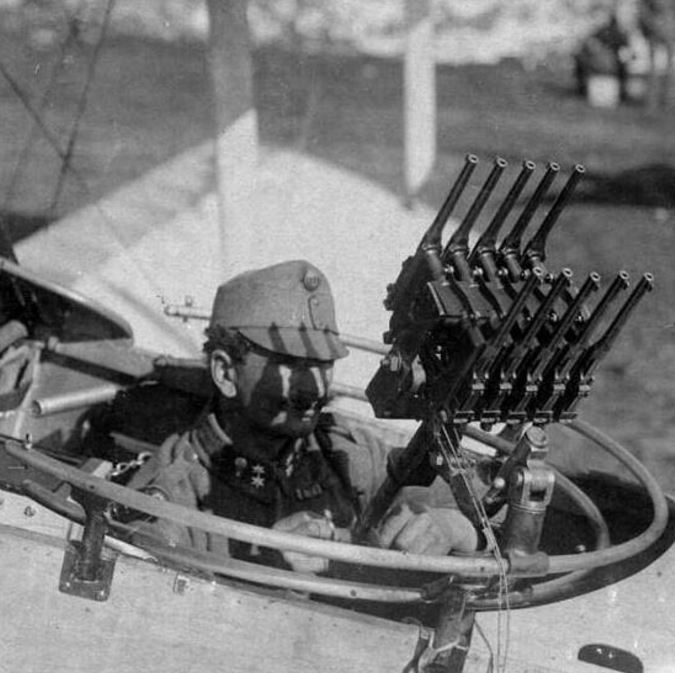
10 C96 austrungariche unite insieme per formare un'arma aeronautica improvvisata

Nonostante il costo, quest'arma era richiesta in grandi quantità subito dopo la sua apparizione; e questo sia da civili che da militari. La prima commessa militare di una certa importanza, fu quella di 5.000 pezzi per la Regia Marina italiana nel 1899, presso la quale l'arma era denominata Pistola Automatica Mod. 1899 tipo "Regia Marina". Uno dei motivi principali era certo l'aspetto esteriore, che attraeva moltissimo nonostante il nomignolo 'Broomhandle' ('Manico di scopa'), o 'coscia di pollo' affibbiato a tali armi per via del calcio. Erano una preda bellica molto ambita, tanto che tra i rottami dell'aereo di Francesco Baracca, asso dell'aviazione italiana, fu ritrovata una C96, che Baracca aveva tolto all'equipaggio austriaco di un aereo da ricognizione abbattuto nel marzo del 1917. La C/96 sparava un proiettile ad alta velocità efficace anche a lunghe distanze, tanto che tra gli accessori extra vi era un alzo da ben 1.000 metri. Altri oggetti erano un calcio-custodia in legno che conteneva anche gli attrezzi per la manutenzione, il che la trasformava in una sorta di carabina.
Molti ufficiali al tempo della prima guerra mondiale erano armati con tale pistola, anche perché all'epoca dovevano in genere armarsi a loro spese. Churchill, durante il periodo trascorso nell'esercito inglese come ufficiale di cavalleria ne aveva una che, come racconta lui stesso nelle sue memorie, gli salvò la vita durante la battaglia di Omdurman contro i dervisci del Mahdi, ma che ne causò anche l'arresto come spia durante la guerra anglo-boera, essendone trovato in possesso dalla cavalleria boera, l'arma era caricata con pallottole segate per fratturarsi in più pezzi quando colpivano il bersaglio e ciò portò al rischio, come spia dotata di armi vietate dalle convenzioni internazionali, di fucilazione sul posto, ma fortunatamente per lui fu fatto prigioniero e poi scambiato con prigionieri boeri. Anche Lawrence d'Arabia usò una 96 per un certo periodo.
Tra le prime versioni, vi fu il cambiamento di cartuccia, con un modello camerato per il 9 mm Mauser Export (9 × 25 mm Mauser), più potente della Parabellum. Nel 1916 i tedeschi introdussero invece la Parabellum da 9 mm per le loro armi. Queste non si dimostrarono molto inclini a funzionare bene nelle condizioni del fango delle trincee e, così, vennero studiate per altri ruoli, come quelli di impiego aria-aria, ai primordi dei combattimenti aerei, cosa che ebbe un certo successo date le caratteristiche dell'arma. Poi arrivarono le mitragliatrici e il tempo del 'bricolage' nelle armi di bordo aeronautiche finì presto.
Dopo la guerra, quest'arma continuò ad attrarre molti clienti civili, militari, paramilitari. In Spagna e Cina nacquero versioni a fuoco automatico, anche con caricatori rimovibili da 20 colpi. Queste armi vennero prodotte anche in Persia. La Mauser si ritrovò moltissimi "cloni" sul mercato e rispose con la Mauser Modello 712, che permetteva il fuoco automatico in condizioni di elevata sicurezza rispetto alle copie realizzate da altri Paesi. Una di queste armi uccise Alessandro I di Jugoslavia.
Durante la seconda guerra mondiale vennero ancora usate, sebbene in quantità molto inferiori. Il suo maggior impiego era quello in azioni contro i partigiani, lontano dalla prima linea. Nel frattempo, in Cina ed altri paesi la produzione continuava e, addirittura, decenni dopo è apparso l'ultimo derivato: la pistola mitragliatrice Type 80, che somiglia alla Mauser in maniera molto marcata, pur differenziandosi per qualche caratteristica.

## Modelli governativi

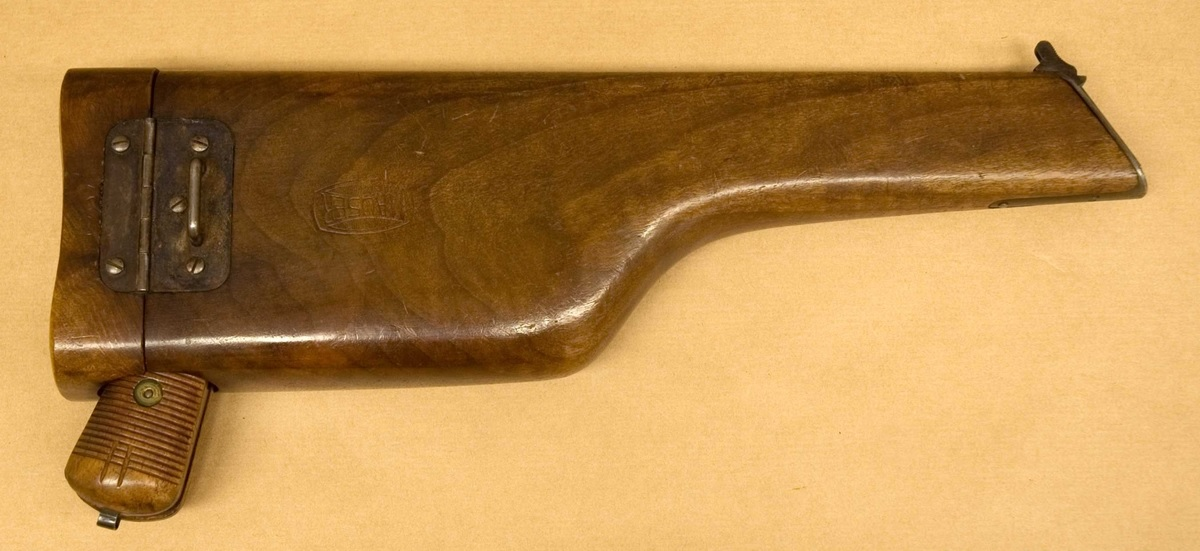
Un C96 nella fondina di legno, che fungeva anche da calcio rimovibile

### Mod. 1897 per Esercito Turco
Il primo contratto militare per la Mauser fu con l'Impero ottomano, stipulato nel 1897 per 1.000 pistole. Avevano una propria numerazione di serie, da 1 a 1.000, impressi in numeri indo-arabici e marcati con l'anno "1314" del calendario islamico, ovvero il 1896/1897 gregoriano. Le marcature includono una stella a sei punte ed il sigillo del Sultano Abdul-Hamid II.

### Pistola Automatica Mod. 1899 tipo "Regia Marina"
Colloquialmente era conosciuta anche come Mauser Marina o Mauser contratto italiano o solo Mod. 1899. Nel 1899 il governo del Regno d'Italia ordinò un lotto di 5.000 C96 per la Regia Marina, numerate con una propria serie da 1 a 5.000. Si differenziano per l'assenza delle fresature di alleggerimento sui lati del castello, che risultano quindi perfettamente piani, e per la configurazione del cane: sui modelli precedenti la testa del cane aveva sui due lati una serie di anelli di diametro decrescente che formavano perciò due coni ai lati (questi modelli, molto ricercati, sono detti "Cone Hammer"); sui modelli italiani invece la testa del cane è forata e piatta ai lati (e viene detta "Ring Hammer").

### Mod. 1910 per la Persia
Il governo persiano ordinò 1.000 pistole nel 1910. Queste sono riconoscibili dal leone ed il sole, simboli del paese, incisi sulla fresatura rettangolare del lato sinistro del castello. La numerazione di serie va da 154.000 a 154.999.

### Mod. 1916 per l'Austria-Ungheria
L'Austria-Ungheria acquistò 50.000 pistole nel calibro 7,63 mm Mauser.

### Mod. 1916Rote NeunoRed 9
Durante la prima guerra mondiale, l'Esercito imperiale tedesco assegnò alla Mauser un contratto per 150.000 pistole C96 camerate per il calibro 9mm Parabellum, per compensare la lentezza della produzione della Luger P08 d'ordinanza. Questa variante è stato chiamato il Rote Neun o, in inglese Red 9 (Nove Rosso in italiano) a causa un gran numero "9" impresso a caldo e dipinto in rosso sulle guancette del calcio, al fine di evitare errori di caricamento con la cartuccia da 7,63 mm. Dei 150.000 pezzi commissionati, solo circa 137.000 furono consegnati prima della fine della guerra. Tuttavia, poiché l'esercito aveva delegato la marchiatura alle armerie delle singole unità, non tutte le pistole del lotto portano il "9" impresso.

### Mod. 1920 per la Gendarmeria francese
Il governo francese, dopo la Grande Guerra, ordinò 1.000 pistole in calibro 7,63 con canna accorciata lunga 99 mm per la Gendarmerie nationale. La pistola si distingueva per le guancette in ebanite nera invece che in legno.

### M30 per la Luftwaffe
Il governo tedesco acquistò 7.800 pistole della versione commerciale M30 per l'utilizzo da parte della Luftwaffe. Queste armi portano i punzoni di accettazione della Wehrmacht.

## Principali varianti

### 1896:Kavallerie Karabiner
Si tratta di una pistola-carabina da cavalleria leggera derivata dalla C96. Si caratterizza per le facce del castello piane, senza le fresature di alleggerimento, hanno un caricatore standard da 10 colpi, il calcio fisso e l'astina paramano in legno. La lunghezza della canna passa dai 300 mm della prima versione ai 370 di fine produzione. L'arma non riscosse l'interesse dei militari ed uscì di produzione nel 1899. Anche l'interesse da parte del mercato sportivo fu limitato ed il piccolo numero di pezzi prodotti fa di questa arma un pezzo molto ricercato dai collezionisti.

### 1896: la Mauser compatta
Si tratta di una versione della pistola con serbatoio ridotto di capacità a 6 colpi, canna accorciata a 12 cm, mentre il calcio rimane quello originale.

### 1896: Officer's Model
È una variante compatta con impugnatura, in legno o in gomma dura, non a 'coscia di pollo' ma curva come quella di un normale revolver. La denominazione, informale, venne coniata negli Stati Uniti d'America, dove la Mauser partecipò con questa versione a dei test per una pistola semiautomatica per l'United States Army.

### 1898: la Pistola Carabina
Questo è il primo modello a venire predisposto per il calcio/fondina. La fondina di legno e cuoio può essere agganciata ad un apposito incastro nell'impugnatura della pistola, fungendo da calcio e trasformando la pistola in una carabina leggera.

### 1912: la Mauser Export
Questo modello fu il primo ad essere camerato per la cartuccia 9 × 25 mm Mauser e fu lanciato per i mercati del Sud America e della Cina.

### M1920
Il Trattato di Versailles imponeva alle industrie tedesche una serie di restrizioni sulla lunghezza della canna ed i calibri delle armi. In particolare le pistole per uso governativo e per il mercato interno tedeschi non potevano avere una canna più lunga di 4 pollici né calibro superiore a 9 mm.
La Repubblica di Weimar, per recuperare armi preziose per i militari, allora vietò ai civili la detenzione di armi di produzione o semplicemente di progettazione militare. Le armi sequestrate vennero poi utilizzate per armare le forze governative, ottenendo un miscuglio poco efficiente di armi militari e civili. Per soddisfare le condizioni del trattato di Versailles, fu avviato un progetto di riconversione delle armi agli standard imposti.
Così ai modelli di C96 prebellici ancora nelle armerie della Repubblica la canna venne tagliata a 99 mm (3,9 pollici). Questo comportò la sostituzione dell'alzo con una tacca di mira fissa. Inoltre i modelli Red 9 dovettero essere riconvertiti al calibro 7,63 × 25 mm Mauser, anche se vennero prodotte alcune Mauser ibride con canne recuperate dalla linea di produzione della Luger P08 camerate per la munizione 7,65 × 21 mm Parabellum. Le armi confiscate conformate alle nuove regole erano contrassegnate con la dicitura M1920. Si continuò ad usare tale contrassegno sulle armi di nuova produzione per le forze armate anche quando il Trattato venne ignorato e la conversione interrotta.
Analizzando i capitoli del Trattato di Versailles riguardanti le armi e le loro specifiche, riguardo a quelle tedesche non vi è alcuna menzione di un limite di lunghezza della canna nelle armi corte. È molto più probabile che le canne delle C96 venissero tagliate per rendere più agevole il porto da parte delle forze di polizia che ne fecero uso durante la Repubblica di Weimar. (cfr Loriano Franceschini "Mauser C96 9 rosso").

### M1921Bolo-Mauser
Negli anni del Trattato di Versailles, la Mauser iniziò la produzione di una versione commerciale della C96. Essa, oltre ad avere un'impugnatura più piccola, si atteneva al Trattato con una canna di 99 mm camerata per il 7,63 × 25 mm Mauser. Venne anche proposta, al fine di sostituire i proibiti 9 × 19 mm Parabellum e 9 × 25 mm Mauser, una versione nel calibro sperimentale 8,15 × 25,2 mm Mauser, ma non prese mai piede.
L'arma fu prodotta su larga scala dal 1921 al 1930. Venne venduta a tutti gli eserciti e le fazioni delle regioni contese dei Paesi Baltici, ai polacchi come ai lituani, ai Freikorps tedeschi come all'Armata Bianca russa. Proprio in Russia, negli anni '20, i Bolscevichi prima e l'Armata Rossa poi impiegarono una grande quantità di queste armi, sia acquistate che di catturate alle forze nemiche sconfitte). Tanto questa pistola era ormai associata dall'opinione pubblica ai comunisti russi, che fu soprannominata Bolo, diminutivo appunto di Bolshevik, anche se le (relativamente) ridotte dimensioni e la facile occultabilità la resero molto popolare anche altrove. Sul telaio della "Bolo" venne anche realizzata una versione con canna da 132 mm.

### M30 e M711
È frutto di un lavoro di semplificazione e miglioramento della Mauser M1921 Bolo. La produzione viene semplificata eliminando alcuni dettagli macchinati, mentre vengono ripristinati la canna lunga ed il calcio grande delle versioni pre-belliche. I primi modelli M30S avevano la canna da 132 mm, mentre in seguito montavano la canna originale da 140 mm. È stata prodotta dal 1930 fino al 1937.
Dalla M30, nel 1930 il Joseph Nickl progettò una versione con selettore di fuoco capace di fuoco automatico, che però tendeva, nelle lunghe raffiche, ad andare in cooking off (autoaccensione) a causa del surriscaldamento di canna. Dal momento che la variante del 1932 completamente automatica è denominata M712, questa versione è conosciuta nell'ambiente dei collezionisti come M711.

### 1932: M712Schnellfeuer

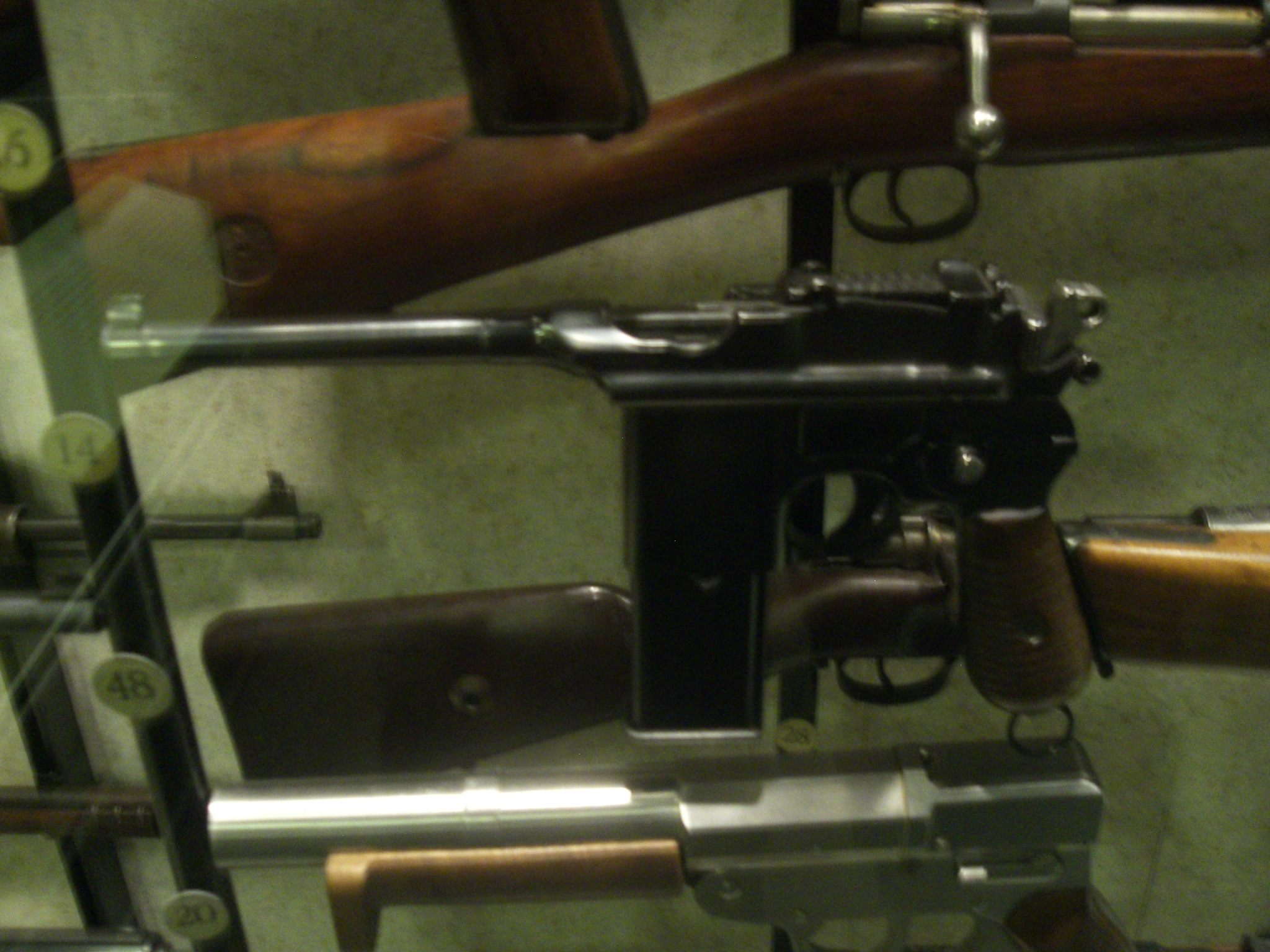
Mauser M712 Schnellfeuer.

Le aziende armiere spagnole di Beistegui Hermanos e Astra-Unceta y Cia SA avevano iniziato rispettivamente nel 1927 e nel 1928 a produrre versioni della C96 con caricatore amovibile e selettore di fuoco, destinate all'esportazione in Estremo Oriente. In risposta al successo di queste copie, la Mauser lanciò la nuova M712 Schnellfeuer' ("Fuoco Veloce"), progettata da Karl Westinger su base della M30. La M712 aveva caricatore amovibile e selettore di fuoco per il tiro full auto, costituito da un pulsante, mentre sul progetto di Nickl della M711 era costituito da una levetta. Fu prodotta dal 1932 al 1936. Gran parte della produzione andò alla Cina ed alle opposte fazioni della Guerra civile spagnola, mentre un piccolo lotto fu fornito alla Wehrmacht durante la seconda guerra mondiale.
Gli Stati Uniti d'America, con il National Firearms Act del 1934, imposero una tassa di 200 dollari sulle armi automatiche, rendendo l'importazione della Schnellfeuer impraticabile negli Stati Uniti. Dopo la seconda guerra mondiale, gli importatori immisero sul mercato Schnellfeuer convertite per il solo tiro semiautomatico, mantenendo ovviamente il caricatore amovibile.

### 9 OBI
La ditta americana Oyster Bay Industries (OBI) produsse un kit di conversione per munire di caricatore amovibile la Mauser: veniva rimossa la piastrina, la molla e l'elevatore dal caricatore e veniva montato un sistema di alloggiamento per piccoli caricatori da 10 o 20 colpi in calibro 9 mm. La conversione era disponibile infatti per la versione Red 9, mentre per le C96 da 7,63 mm era disponibile, oltre al kit, un nuovo blocco culatta/canna da 9 mm.

### La pistola automatica PASAM
Il governo brasiliano aveva acquisito 500 M1932 Schnellfeuer negli anni '30. Sulla base di questa arma, le industrie nazionali produssero la Pistola Automatica Semi-Automatica Militar o PASAM appunto. Le modifiche riguardarono l'impugnatura che ebbe guancette rettangolari in legno ed un calcio metallico a stampella. Inoltre, per facilitare la presa nel tiro a raffica, venne aggiunta un'astina paramano in legno sotto alla canna. Il selettore si trova sul lato sinistro, sopra il ponticello del grilletto, e riporta le posizioni "N" per "Normal", ovvero funzionamento semi-automatico, e "R" per "Rápido", per il funzionamento completamente automatico. La leva della sicura, a sinistra del martello, ha due posizioni, "S" per "Seguro" e "F" per "Fuego".
La PASAM era ancora in servizio negli anni '80 presso la Polícia Militar brasiliana, utilizzata normalmente in semiautomatico e riservando il tiro full auto ai casi di emergenza, a causa del rinculo e dell'impennamento notevoli.

## Copie famose

### Shanxi Type 17
Durante il Periodo dei signori della guerra della storia cinese nel ventesimo secolo, la provincia di Shanxi era governata dal signore della guerra Yen Hsi-shan, che aveva impiantato una moderna fabbrica di armi nella sua capitale Taiyuan. Yen stava dotando le sue truppe con una copia prodotta localmente del mitra Thompson, camerata per la cartuccia .45 ACP e questo generava difficoltà logistiche perché contemporaneamente le C96 di cui erano dotate le truppe erano in un altro calibro, in 7,63.
La sua soluzione trovata fu quella di produrre una versione calibro 0,45 ACP della Mauser C96, in modo da standardizzare le munizioni e rendere più facile l'approvvigionamento. Designata Type 17, la produzione di questa pistola iniziò nel 1929 nel Taiyuan Arsenal. Esse portano impresso il nome "Tipo 17" sul lato sinistro del castello e "Anno Diciottesimo della Repubblica, prodotto in Shanxi" sul lato destro, il tutto in cinese. Esse furono assegnate, insieme ai Thompson, alle guardie ferroviarie della provincia dislocate a difesa contro i banditi e contro gli altri signori della guerra.
Oltre ad essere camerata per una cartuccia più grande, le Shanxi sono notevolmente più grandi delle loro controparti in 7,63 mm, con il serbatoio caricatore fisso da 10 colpi che si estende sotto il ponticello del grilletto. Esso viene caricato con due piastrine da 5 colpi invece che con una da 10 come nella Mauser standard di 7,63 mm.
La maggior parte delle circa 8.500 pistole Type 17 prodotte furono fuse dopo la vittoria comunista nella Guerra civile cinese, a causa del loro calibro non standard per i regolamenti comunisti, ma alcuni esemplari furono esportati all'estero per la vendita sul mercato civile. Non si conosce il numero di Type 17 in circolazione e soprattutto non si sa quante di queste siano originali e quante copie moderne americane.

### Astra Modelo 900
L'azienda armiera spagnola Astra-Unceta y Cia iniziò a produrre una copia della Mauser C96 nel 1927. Esternamente simile (compresa la presenza del calcio/fondina), ma con le parti interne non intercambiabili, fu prodotta fino al 1941, con un'interruzione tra il 1937 ed il 1938, mentre una partita finale è stata assemblata sulla base di pezzi di ricambio nel 1951. Le pistole spagnole erano generalmente destinate ad essere esportate verso la Cina, ma dopo l'inizio del Seconda guerra cino-giapponese (che bloccò la fornitura di armi alle forze cinesi), le restanti Astra 900 furono utilizzate nella guerra civile spagnola e, vendute alla Germania nel periodo 1940-1943, nella seconda guerra mondiale.

## Utilizzatori
- Austria-Ungheria.
- Brasile.
- Finlandia: impiegata nella Guerra civile finlandese e nella seconda guerra mondiale.
- Impero tedesco: l'esercito ordinò 137.000 pistole nella variante Red 9 durante la prima guerra mondiale.
- Indonesia.
- Italia: 5.000 pistole acquistate dalla Germania nel 1899 per la Regia Marina.
- Germania: 8.000 pistole nella variante Schnellfeuer furono acquistate dalla Luftwaffe durante la seconda guerra mondiale, oltre ad alcune migliaia di Astra Model 900 e 903, versioni su licenza prodotte in Spagna.
- Turchia: 1.000 pistole dalla Germania nel 1896.
- Repubblica di Cina: centinaia di migliaia utilizzate dal Kuomintang, dal Partito Comunista Cinese e dai signori della guerra.
- Spagna: utilizzate principalmente dalla Guardia de Asalto e successivamente alcuni reparti dell’esercito repubblicano
- Unione Sovietica: migliaia di pistole nella variante Bolo acquistate in Germania negli anni '20.
- Regno Unito: acquistate privatamente dagli ufficiali inglesi durante la prima guerra mondiale.

## La C96 nella cultura di massa

### Cinema
- L'arma usata da Ian Solo in Guerre stellari, la DL 44 Blaster, è chiaramente derivata dalla Mauser C96 con aggiunta di cannocchiale e parafiamma.
- La C96 è la pistola di Silenzio, interpretato da Jean-Louis Trintignant, in Il Grande Silenzio 1968 di Sergio Corbucci.
- La Mauser C96 è la pistola usata dal peone Jesus Maria Moran, detto "Tepepa", rivoluzionario messicano interpretato dall'attore Tomas Milian nel film western Tepepa (1969)

### Videogiochi
- La Mauser compare nei videogiochi Metal Gear Solid 3: Snake Eater (dove viene utilizzata da EVA sotto forma della sua copia Shanxi type 17 e chiamata "Mauser Military"),
- La Red9 è una pistola acquistabile dal Mercante per Leon dopo aver salvato Ashley dalla chiesa in Resident Evil 4. È l'arma più potente della categoria 9mm, e può essere equipaggiata con un calcio per facilitare la mira, rendendola più stabile. Possiede inoltre un aspetto particolare, che richiama lo stile vintage. La Red9 è, difatti, modellata sulle fattezze della Mauser C96.
- In Call of Duty: Black Ops II (nella mappa DLC Zombie: Origins, più precisamente come arma iniziale), in BioShock Infinite (come prima arma da fuoco data al giocatore).
- In Payday 2 come arma da fuoco giocabile in seguito all'acquisto di un DLC
- La C96 compare anche in Battlefield 1.
- La Mauser compare (sia in versione standard che in versione M712 Schnellfeuer) in Red Orchestra 2: Heroes of Stalingrad.
- La Mauser compare, in versione M712 semiautomatica, in Far Cry 4.
- La Mauser compare tra le pistole acquistabili nei videogioco Red Dead Redemption e Red Dead Redemption II, nel primo in versione completamente automatica e nel secondo semiautomatica.
- Nel videogioco Destiny 2 il cannone portatile "Sturm" e l'arma da supporto "Drang" sono un tributo rispettivamente alla Mauser C96 e alla Luger P08.
- Appare in Hunt:Showdown come pistola acquistabile dai giocatori sotto il nome di "Dolch 96". La pistola ha la caratteristica di perdere un proiettile se la si ricarica prima di esaurire il caricatore, a meno che non si equipaggia un'abilità specifica.

### Fumetti e Manga
- La C96 fa la sua comparsa nelle mani di Bullseye, l'acerrimo nemico di Devil, che impiega quest'arma in una lotta con Elektra, nella quale quest'ultima resterà uccisa. Questo viene narrato nel ciclo di storie di Devil di Frank Miller, "L'uomo senza paura", dai fan soprannominato "Elektra Saga", scritto e disegnato dallo stesso Frank Miller tra il 1979 ed il 1983.
- La "Broom Handle" è la pistola personale di Corto Maltese nella saga a fumetti disegnata da Hugo Pratt.
- Nel fumetto Durango di Yves Swolf, il protagonista, un rinnegato del West, utilizza la Mauser, pistola automatica quasi sconosciuta all'epoca, con la mano sinistra, essendo rimasto ferito alla mano destra e quindi impossibilitato ad usare una normale Colt. La Mauser compare nelle mani di RanXerox nel fumetto omonimo.
- La Mauser compare nelle mani di Cliff Secord nel fumetto The Rocketeer.
- Pistole ispirate alla Mauser C96 compaiono in diversi capitoli del manga L'attacco dei giganti.

### Anime
- La Mauser C96 è stata usata da alcuni personaggi nell'anime Attack On Titan (Shingeki no Kyojin) nella stagione quattro.
- La Mauser C96 è l'arma usata da Gerald, l'antagonista del film d'animazione giapponese Lupin III - The First.
- Appare anche nell'anime Lupin III "un diamante per sempre"

### Serie TV
- La Mauser, compare nella 5ª stagione, episodio 4 di R.I.S. - Delitti imperfetti.